# Petukangan Utara
Petukangan Utara is een plaats in het bestuurlijke gebied Jakarta Selatan in de provincie Jakarta, Indonesië. De plaats telt 58.000 inwoners (volkstelling 2010).